# Мавзолеи в селе Келахана
Мавзолеи в селе Калахана (азерб. Kələxana türbələri) — мемориальный комплекс XVII века, расположенный в селе Калахана, к югу от города Шемахы в Азербайджане. Комплекс состоит из 8 восьмигранных каменных мавзолеев, каждый из которых покрыт пирамидальным шатром.
Все мавзолеи некогда были окружены каменными стенами с порталом. Один из мавзолеев был построен мастером Абдул Азимом в 1663/64 году (эти данные указаны на стене этого мавзолея).
На площади около 250 на 150 м некогда было расположено 9 мавзолеев. Сегодня 7 сохранившихся мавзолеев находятся в хорошем состоянии, а один — в полуразрушенном.

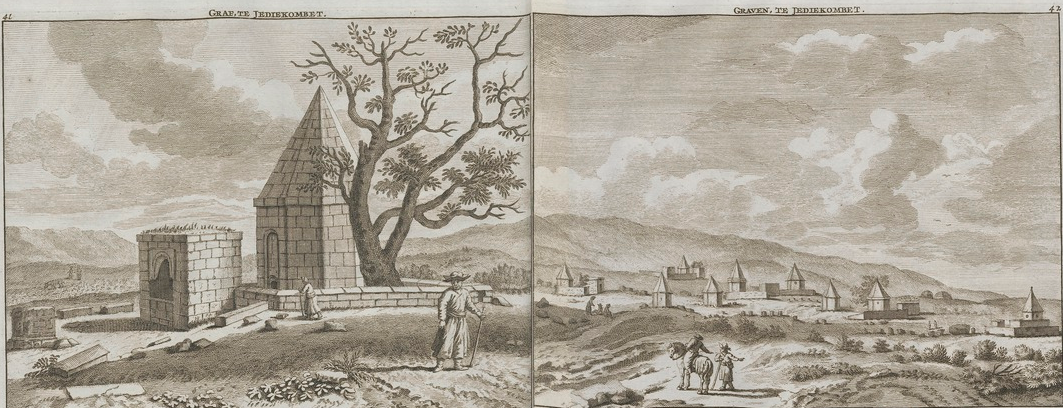
Изображение Мавзолеев Калахана на гравюре нидерландского путешественника Корнелис де Брюйна